# 구다라노코니키시 안소
구다라노코니키시 안소(일본어: 百済王 安宗, ?~858년 5월 27일)는 일본 헤이안 시대의 귀족으로, 구다라노코니키시 지쿄의 손자이자 종5위하 구다라노코니키시 센스쿠의 아들로, 그의 최종 관위는 종5위상였다.

## 참고 자료
- 森田悌『続日本後紀 （下）』講談社〈講談社学術文庫〉、2010年